# Katarina Tomasevski
Katarina Tomasevski (8 de febrero de 1953-4 de octubre de 2006) fue una abogada yugoslava. Estudió derecho en la Universidad de Zagreb y en la Universidad de Harvard. Entre 1998 y 2004 se desempeñó como la primera relatora especial de las Naciones Unidas para el derecho a la educación de Comisión de Derechos Humanos de las Naciones Unidas. Escriba más de 200 artículos y enseñó en varias universidades, incluyendo la Universidad de Lund, Escuela de Harvard de Salud Pública, la Escuela de Londres de Economía, la Universidad de Naciones Unidas y la Universidad de Pekín.

## Obras
- Responding to human rights violations, 1946–1999. Martinus Nijhoff Publishers, 2002.
- Education Denied: Costs and Remedies. Zed Books, 2003
- The State of the Right to Education Worldwide Free or Fee: 2006 Global Report.